# Фон дер Пален, Иван Алексеевич
Барон Иван Алексеевич Фон дер Пален (Hans von der Pahlen; 1740—1817) — тайный советник из рода Паленов. Председатель Ревельского суда. Владелец и устроитель усадьбы Пальмс (Палмсе).

## Биография
Родился 28 февраля 1740 года в семье барона Арендта Дитриха Палена и его жены Елизаветы, урожденной фон Дерфельден. Происходил из старинного рода эстляндских дворян, ведущих своё начало из Померании. Брат петербургского губернатора Петра Палена.
В 1755 году поступил в лейб-гвардейский Конный полк, в 1758 году произведен в капралы, в 1759 году — в ефрейтор-капралы и вахмистры. В том же году, Пален выпущен в армию поручиком и принимал участие в Семилетней войне (с 1759 по 1762 годы), когда 24 июня он был произведен в ротмистры. 13 августа 1769 года Пален был произведен в секундант-майоры, а 24 июня 1770 года в премьер-майоры и 15 марта 1771 года пожалован в капралы Кавалергардского корпуса, числясь в списках 3-го Кирасирского полка.
В том же году 30 июля по собственному желанию Пален был уволен от Кавалергардского корпуса. За время своей военной службы барон Пален, кроме похода в Пруссию, во время Семилетней войны, участвовал в походах: в 1764 году в Польше, в походе против войск гетмана Браницкого и князя Радзивилла, где будучи, от князя Дашкова несколько раз легкого войска с малыми деташементами употребляем был в нужные посылки. 13 августа 1769 года Пален был командирован в секретную экспедицию на морской флот и отправлен в Англию, а оттуда в Морею, которая и была целью его посылки.

Здесь он принимал участие в экспедиции графа Орлова, осаждал Мизистру, древнюю Спарту; на Негропонте, при осаде крепости Бурце загвоздил все пушки неприятельские причём 4 из них захватил и привез на корабль. В Чесменском бою Пален был сильно ранен ядром в левый бок, затем находился при завоевании острова Лемноса. 7 апреля 1771 года Палену был пожалован при рескрипте орден святого Георгия 4-й степени за храбрость и мужественные подвиги при атаке в Морее Мизистры и при экспедиции в Негропонт. В 1771—1772 он командовал деташементом в Польше и Литве и разбивал с оными разные неприятельские партии. 

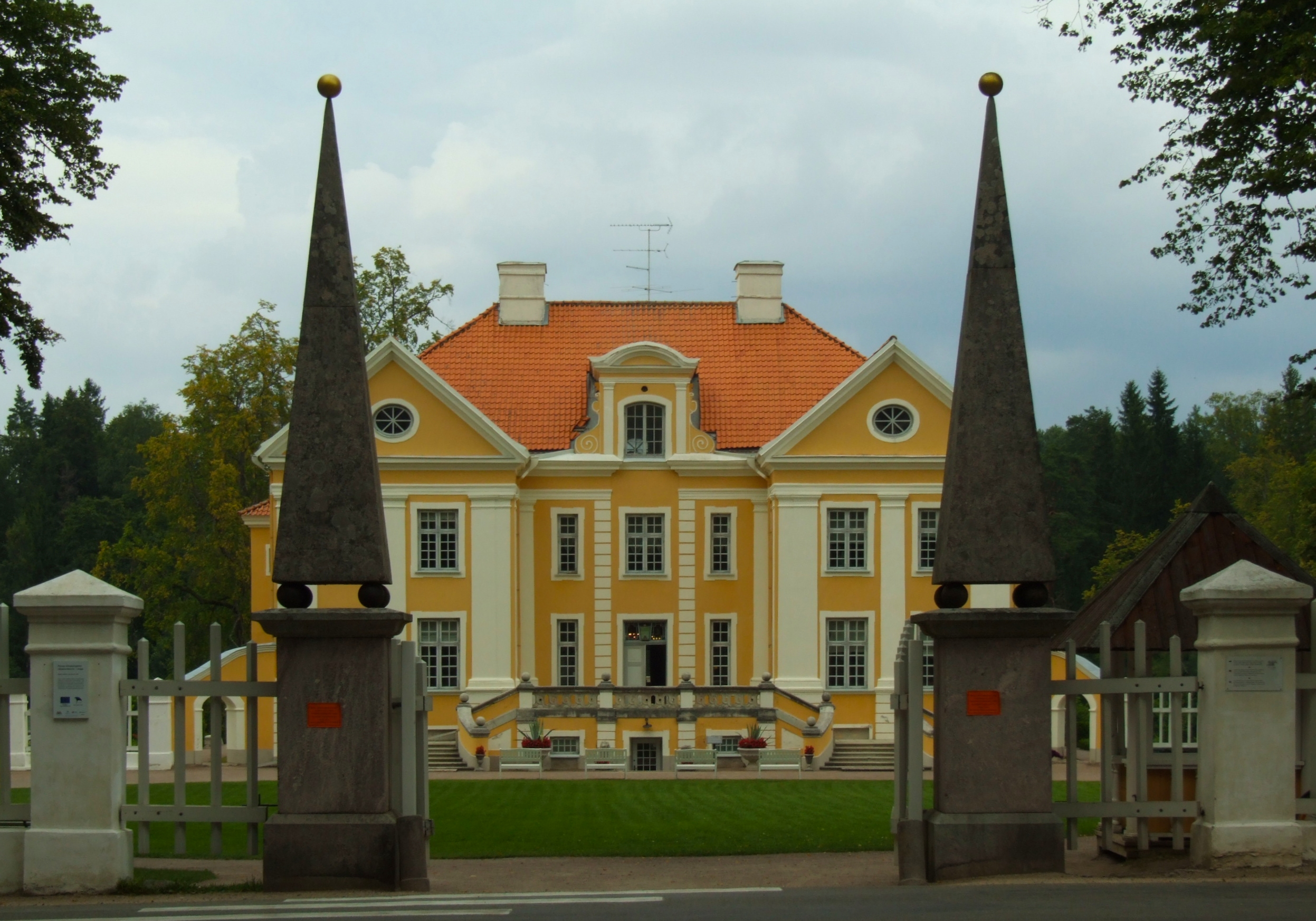
Усадьба И. А. Палена в Пальмсе

В декабре 1773 года Пален подал прошение об отставке от воинской службы за слабостью здоровья от полученной раны и 31 декабря уволен, с чином подполковника и определен губернским советником в Ревельскую генерал-губернаторскую канцелярию. В 1783 году он произведен в коллежские советники, в том же году 10 октября назначен председателем Ревельской палаты уголовных дел. В 1790 году произведен в статские советники, в 1798 году по уничтожении наместничества, по выбору дворянства избран в должность ландрата. В 1807 году произведен в тайные советники и в 1814 году пожалован орденом святой Анны 1-й степени.
Скончался 19 мая 1817 года. Погребён в родовом имении Пальмс Эстляндской губернии. В браке с графиней Беатой Ульрикой Софией фон Стенбок (1759—1845) имел сына Карла Магнуса (Матвей Иванович; 1779-1863).